# Puladi Xiang
Puladi Xiang (kinesiska: 普拉底, 普拉底乡) är en socken i Kina. Den ligger i provinsen Yunnan, i den sydvästra delen av landet, omkring 480 kilometer nordväst om provinshuvudstaden Kunming. Antalet invånare är 6 627. Befolkningen består av 3 151 kvinnor och 3 476 män. Barn under 15 år utgör 15,0 %, vuxna 15-64 år 77 %, och äldre över 65 år 6,0 %.